# Résolution 944 du Conseil de sécurité des Nations unies
Membres permanents
- Chine
- États-Unis
- France
- Royaume-Uni
- Russie

Membres non permanents
- Argentine
- Brésil
- Djibouti
- Espagne
- Nigéria
- Nouvelle-Zélande
- Oman
- Pakistan
- République tchèque
- Rwanda

Résolution no 943 Résolution no 945
La résolution 944 du Conseil de sécurité des Nations Unies, adoptée le 29 septembre 1994, après avoir rappelé les résolutions 841 (1993), 861 (1993), 862 (1993), 867 (1993), 873 (1993), 875 (1993), 905 (1994), 917 (1994), 933 (1994) et 940 (1994), a affirmé la volonté du Conseil de suspendre les sanctions contre Haïti une fois que le président légitime Jean-Bertrand Aristide serait revenu après le démantèlement de la junte militaire.
Le Conseil de sécurité a affirmé ses objectifs de départ urgent des autorités de fait, le retour de Jean-Bertrand Aristide et de restauration du Gouvernement légitime d'Haïti. Il s'est félicité du déploiement pacifique des premières unités de la force multinationale le 19 septembre 1994 et a attendu l'achèvement de sa mission et le déploiement de la Mission des Nations Unies en Haïti (MINUHA).
Le Secrétaire général Boutros Boutros-Ghali a été prié de prendre des mesures pour assurer l'achèvement immédiat du déploiement de l'équipe avancée de 60 personnes de la MINUHA, exhortant les États membres à contribuer à la MINUHA. Il lui a également été demandé de demander le retour, en collaboration avec l’Organisation des États américains (OÉA), de la Mission civile internationale en Haïti qui avait été précédemment expulsée.
Agissant en vertu du Chapitre VII de la Charte des Nations Unies, le Conseil de sécurité a décidé de mettre fin aux mesures prévues dans les résolutions 841, 873 et 917 concernant Haïti à 00h01 (heure d'hivers de New York) le lendemain du retour du président Jean-Bertrand Aristide. Le Comité des sanctions créé par la résolution 841 serait également dissous au même moment. Enfin, le Secrétaire général a été prié de consulter le Secrétaire général de l’Organisation des États américains au sujet des mesures prises par l’OÉA conformément à la résolution 944.
La résolution 944 a été adoptée par 13 voix contre zéro, avec deux abstentions de la part du Brésil et de la Russie. 

## Voir également
- Histoire d'Haïti
- Opération « Soutenir la démocratie »
- Sanctions internationales
- Liste des résolutions du Conseil de sécurité des Nations unies sur Haïti